# Madrastra

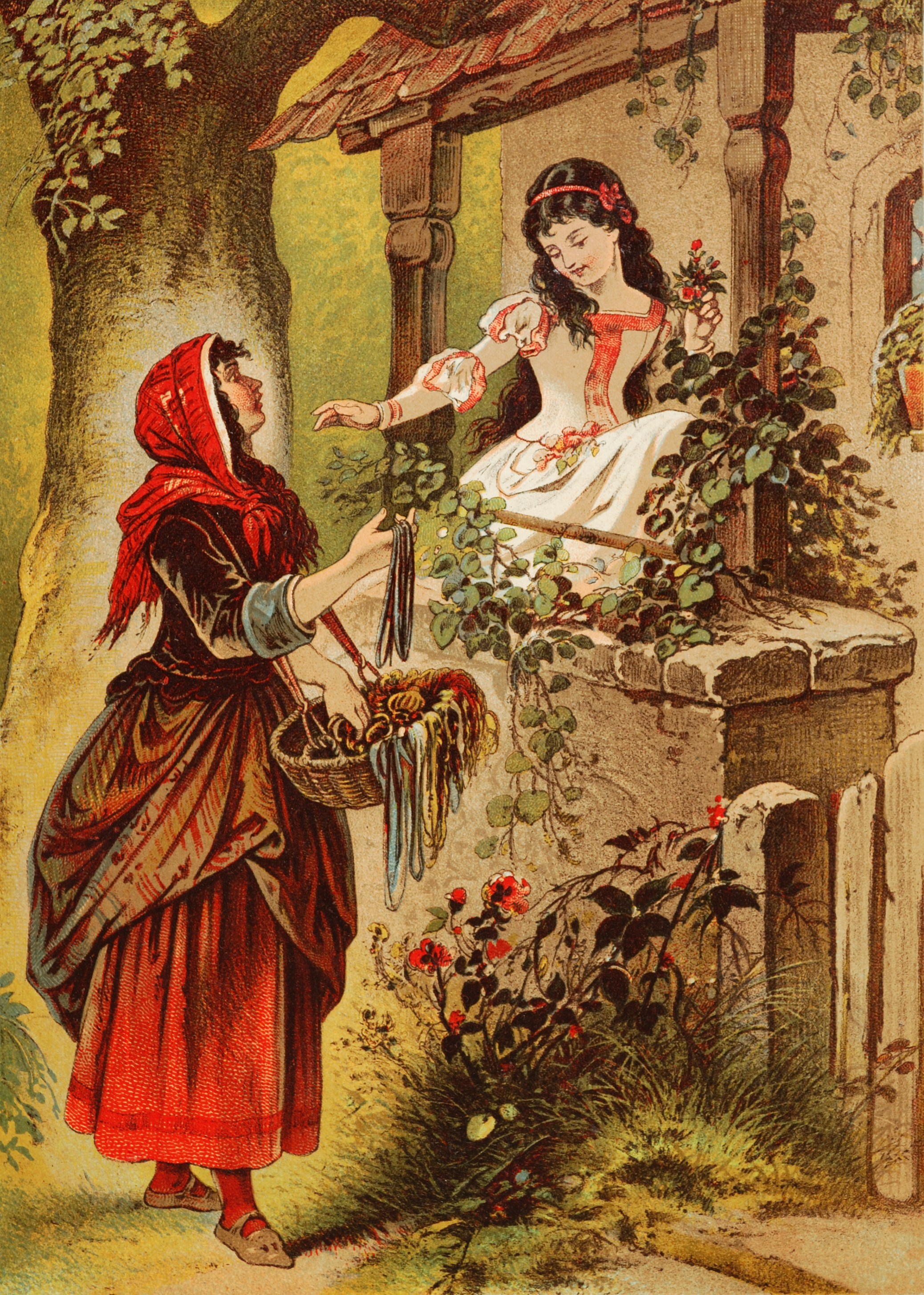
Blancaneu, il·lustració de Carl Offterdinger en la que la Reina Malvada, la malvada madrastra de la Princesa Blancaneu, disfressada de venedora ambulant li ensenya a la seva fillastra, la Princesa Blancaneu, unes cintes màgiques però malignes que utilitzarà per ofegar-la.

Madrastra és la parella d'algú respecte als fills que aquest té d'un matrimoni anterior. La nova família és anomenada família reconstituïda. La paraula prové del llatí matrastra: segona dona del pare.
En l'antiguitat era usual a causa de les altes taxes de defunció de les dones durant el part i per la necessitat d'una persona que s'encarregués dels fills. Actualment, arran de la proliferació dels divorcis, la importància de la madrastra i la seva connotació positiva han augmentat.

## La madrastra malvada a l'imaginari popular
Les madrastres malvades i les sogres tenen en molts contes de fades el paper de la dolenta, la destructora de l'harmonia familiar i eren l'oposat de la mare bona. Molts contes de fades francesos i alemanys usen una forma de successió matrilineal, a través de la qual l'home es casa amb una princesa i, per tant, es converteix en príncep. La figura de la madrastra (malvada) és per a la psicologia analítica, en la tradició de Carl Gustav Jung, una forma de l'arquetip de la mare amb trets destructius.
El motiu de la madrastra malvada s'utilitza sovint als contes de fades, com per exemple a:
- La dona que mata el seu fillastre amb la rondalla:

«La madrastra m'ha matat
el pare m'ha menjat
la Marieta m'ha arreplegat.»
hi ha moltes contes populars col·leccionat pels Germans Grimm i també per Charles Perrault, molts d'ells en els quals hi apareix una madrastra malvada:
- Germanet i germaneta
- Hansel i Gretel
- La Ventafocs
- La Blancaneu i els set nans
- Els tres petits homenets al bosc